# 衛河
衛河（えいが、簡体字: 卫河, 拼音: Wèi Hé）は、中華人民共和国北部（華北）を流れる河川で、海河の支流のひとつ。下流は大運河の一部である南運河になっている。
衛河は山西省新郷県の太行山脈南端に発し、東へ流れ河南省に入り、淇河・安陽河などの支流を合わせる。臨清市で大きな支流である漳河と合流した後、黄河から北進してきた大運河と合流して南運河となり、北へ向きを変える。南運河は天津市で子牙河・大清河・永定河・北運河と合流して海河となり、渤海へと流入する。衛河は河北省と山東省の境界線をなしている。
衛河は元々は独立した水系として渤海に流れていたが、江南と北京を結ぶ大運河建設の際に下流を運河の一部として利用され、さらに途中から北へ付け替えられて天津へ向かうようにされた。
1950年代、海河流域の水不足問題を解決するため、「人民勝利渠」という引水路が建設され、黄河の水を衛河へ引くようになった。しかし当時の技術はまだ水準が高くなかったため黄河の泥も流入する問題が発生し、わずか十数年で渠道には土砂が堆積したため機能しなくなってしまった。
1960年から1969年にかけ、河南省林県（現在の林州市）の人々は、国家の投資のない中、独力で十数年の歳月をかけて「紅旗渠」という引水路を建設した。紅旗渠は岩山を貫いて漳河の水を林県に引いており、水不足に悩んできた林県の灌漑の役割を果たしている。